# Verrières (Orne)
Pour les articles homonymes, voir Verrières.
Verrières est une commune française, située dans le département de l'Orne en région Normandie, peuplée de 420 habitants.

## Géographie
La commune est au centre du Perche. Son bourg est à 5 km au sud de Rémalard, à 6,5 km à l'est de Nocé et à 11 km au nord de Nogent-le-Rotrou.
| Rémalard en Perche                   | Rémalard en Perche                   | Saint-Germain-des-Grois                    |
| Perche en Nocé (comm. dél. de Nocé)  | Verrières                            | Sablons sur Huisne (comm. dél. de Condeau) |
| Perche en Nocé (comm. dél. de Dancé) | Perche en Nocé (comm. dél. de Dancé) | Saint-Pierre-la-Bruyère                    |

### Hydrographie
La commune est située dans le bassin Loire-Bretagne. Elle est drainée par la Chèvre et le Fontaine Chèvre,.
La Chèvre, d'une longueur de 14 km, prend sa source dans la commune  et se jette  dans l'Erre à Saint-Hilaire-sur-Erre, après avoir traversé quatre communes. 

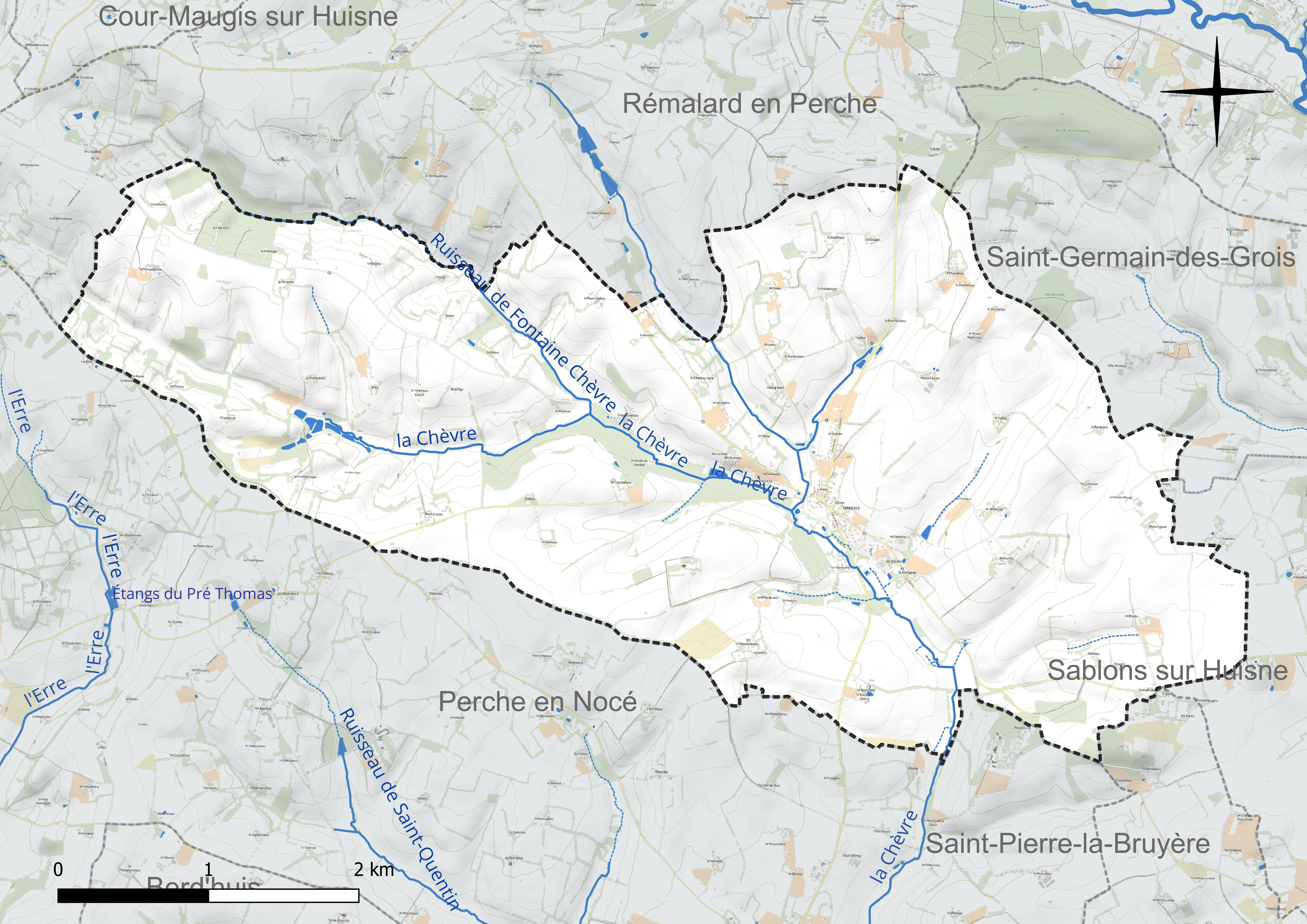
Réseau hydrographique de Verrières.

### Climat
Pour des articles plus généraux, voir Climat de la Normandie et Climat de l'Orne.
En 2010, le climat de la commune est de type climat océanique dégradé des plaines du Centre et du Nord, selon une étude du CNRS s'appuyant sur une série de données couvrant la période 1971-2000. En 2020, Météo-France publie une typologie des climats de la France métropolitaine dans laquelle la commune est exposée à un climat océanique altéré et est dans la région climatique Normandie (Cotentin, Orne), caractérisée par une pluviométrie relativement élevée (850 mm/a) et un été frais (15,5 °C) et venté. Parallèlement le GIEC normand, un groupe régional d’experts sur le climat, différencie quant à lui, dans une étude de 2020, trois grands types de climats pour la région Normandie, nuancés à une échelle plus fine par les facteurs géographiques locaux. La commune est, selon ce zonage, exposée à un « climat contrasté des collines », correspondant au Pays d'Ouche et au Perche et bénéficiant d’un caractère continental affirmé avec des précipitations atténuées et des amplitudes thermiques fortes.
Pour la période 1971-2000, la température annuelle moyenne est de 10,6 °C, avec une amplitude thermique annuelle de 14,2 °C. Le cumul annuel moyen de précipitations est de 737 mm, avec 11,6 jours de précipitations en janvier et 7,6 jours en juillet. Pour la période 1991-2020, la température moyenne annuelle observée sur la station météorologique la plus proche, située sur la commune de Perche en Nocé à 6 km à vol d'oiseau, est de 11,3 °C et le cumul annuel moyen de précipitations est de 747,8 mm,. Pour l'avenir, les paramètres climatiques de la commune estimés pour 2050 selon différents scénarios d’émission de gaz à effet de serre sont consultables sur un site dédié publié par Météo-France en novembre 2022.

## Urbanisme

### Typologie
Au 1er janvier 2024, Verrières est catégorisée commune rurale à habitat dispersé, selon la nouvelle grille communale de densité à sept niveaux définie par l'Insee en 2022.
Elle est située hors unité urbaine. Par ailleurs la commune fait partie de l'aire d'attraction de Nogent-le-Rotrou, dont elle est une commune de la couronne,. Cette aire, qui regroupe 25 communes, est catégorisée dans les aires de moins de 50 000 habitants,.

### Occupation des sols
L'occupation des sols de la commune, telle qu'elle ressort de la base de données européenne d’occupation biophysique des sols Corine Land Cover (CLC), est marquée par l'importance des territoires agricoles (98,5 % en 2018), une proportion identique à celle de 1990 (98,5 %). La répartition détaillée en 2018 est la suivante : 
terres arables (72,5 %), prairies (22,7 %), zones agricoles hétérogènes (3,3 %), zones urbanisées (1,4 %), forêts (0,1 %). L'évolution de l’occupation des sols de la commune et de ses infrastructures peut être observée sur les différentes représentations cartographiques du territoire : la carte de Cassini (XVIIIe siècle), la carte d'état-major (1820-1866) et les cartes ou photos aériennes de l'IGN pour la période actuelle (1950 à aujourd'hui).

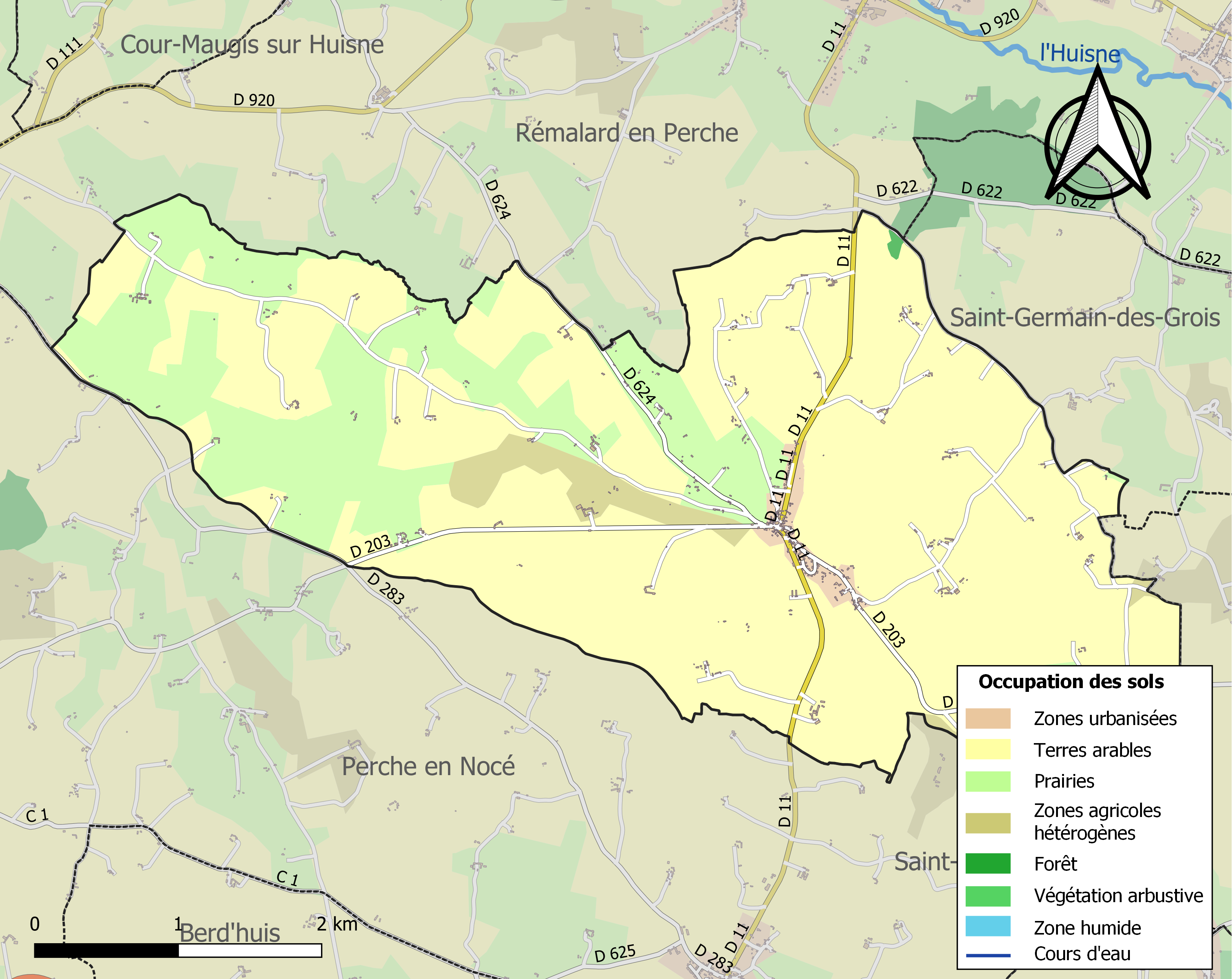
Carte des infrastructures et de l'occupation des sols de la commune en 2018 (CLC).

## Toponymie
Le nom de la localité est attesté sous la forme Verrieres en 1373.
Le toponyme est dû à la présence d'une activité verrière,.
Le gentilé est Verriérois.

## Histoire
Au XVe siècle, la paroisse de Verrières appartenait à la baronnie de Villeray en Condeau. Durant près d'un siècle (1850-1950), Verrières fut l'un des berceaux de l'élevage du cheval Percheron. Les familles Aveline (domaine de la Crochetière) ,Chouanard (domaine de la Roustière) et Fardouet  ont porté avec leurs chevaux le nom du village au-delà des frontières. Village essentiellement rural, il retrouve un gain d'activité grâce aux nombreuses résidences secondaires.

## Héraldique
| Blason de Verrières | Blason  | De sinople au chevron renversé d'or accompagné, en chef, d'un cheval percheron arrêté d'argent et, en pointe, de trois croisettes, celles des flancs d'argent, celle de la pointe d'or ; sur le tout, d'azur semé de trèfles d'or, à deux bars adossés du même brochants. |
| Blason de Verrières | Détails | Le statut officiel du blason reste à déterminer. |

## Politique et administration
| Période                                  | Période  | Identité            | Étiquette | Qualité                                        |
| ---------------------------------------- | -------- | ------------------- | --------- | ---------------------------------------------- |
| juin 1995                                | En cours | Jean-Michel Bouvier | DVD       | Notaire, conseiller général puis départemental |
| Les données manquantes sont à compléter. |          |                     |           |                                                |

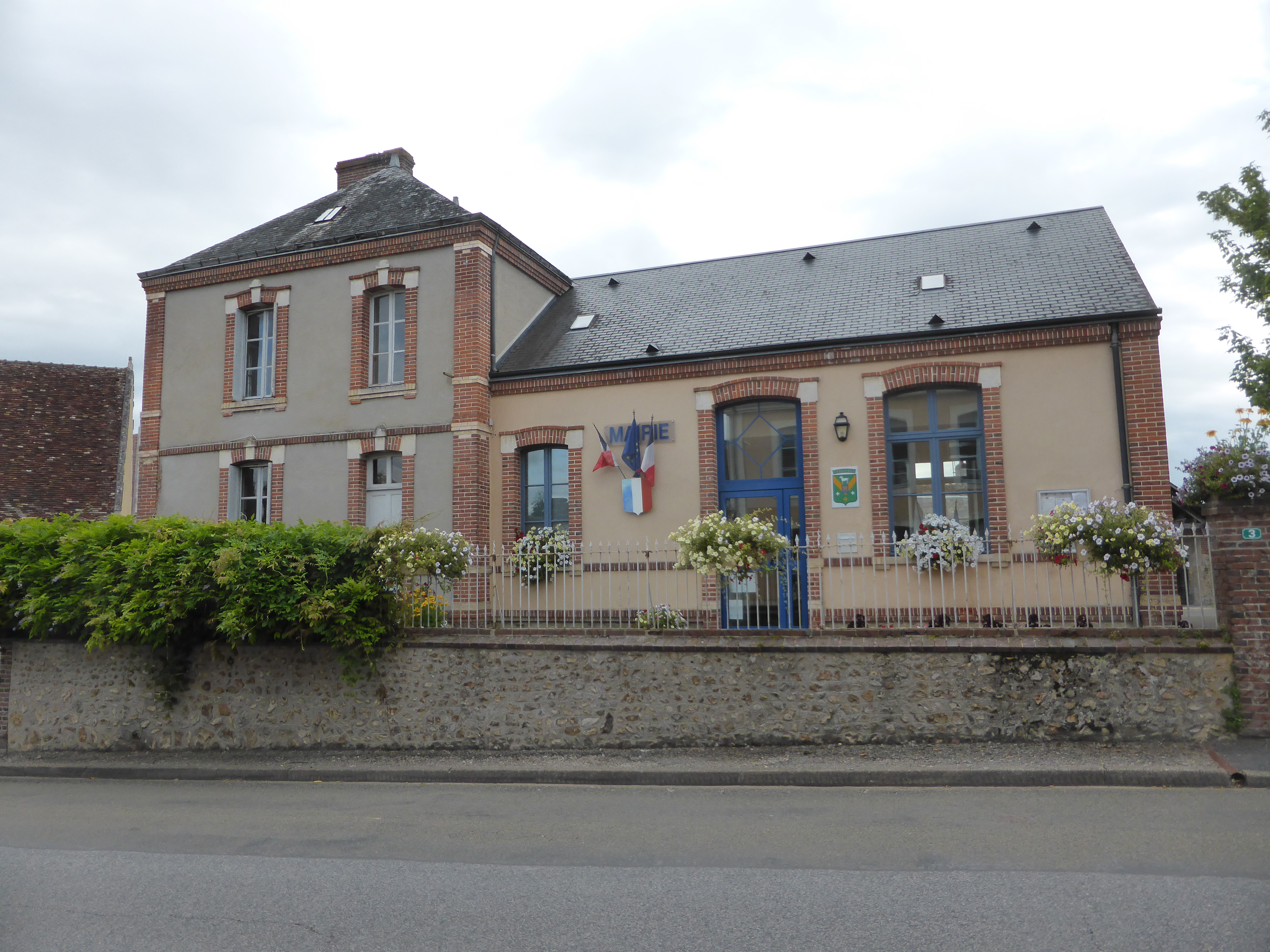
La mairie.

Le conseil municipal est composé de onze membres dont le maire et deux adjoints.

## Démographie
L'évolution du nombre d'habitants est connue à travers les recensements de la population effectués dans la commune depuis 1793. Pour les communes de moins de 10 000 habitants, une enquête de recensement portant sur toute la population est réalisée tous les cinq ans, les populations de référence des années intermédiaires étant quant à elles estimées par interpolation ou extrapolation. Pour la commune, le premier recensement exhaustif entrant dans le cadre du nouveau dispositif a été réalisé en 2004.
En 2022, la commune comptait 420 habitants, en évolution de −0,71 % par rapport à 2016 (Orne : −3,21 %, France hors Mayotte : +2,11 %).
Verrières a compté jusqu'à 1 152 habitants en 1846.
| 1793  | 1800 | 1806  | 1821  | 1836  | 1841  | 1846  | 1851  | 1856  |
| ----- | ---- | ----- | ----- | ----- | ----- | ----- | ----- | ----- |
| 1 041 | 999  | 1 111 | 1 062 | 1 136 | 1 134 | 1 152 | 1 128 | 1 097 |

| 1861  | 1866  | 1872  | 1876  | 1881 | 1886 | 1891 | 1896 | 1901 |
| ----- | ----- | ----- | ----- | ---- | ---- | ---- | ---- | ---- |
| 1 120 | 1 039 | 1 003 | 1 006 | 881  | 936  | 844  | 785  | 768  |

| 1906 | 1911 | 1921 | 1926 | 1931 | 1936 | 1946 | 1954 | 1962 |
| ---- | ---- | ---- | ---- | ---- | ---- | ---- | ---- | ---- |
| 692  | 686  | 629  | 591  | 571  | 537  | 554  | 541  | 495  |

| 1968 | 1975 | 1982 | 1990 | 1999 | 2004 | 2006 | 2009 | 2014 |
| ---- | ---- | ---- | ---- | ---- | ---- | ---- | ---- | ---- |
| 445  | 317  | 336  | 351  | 383  | 418  | 418  | 403  | 422  |

| 2019 | 2022 | - | - | - | - | - | - | - |
| ---- | ---- | - | - | - | - | - | - | - |
| 423  | 420  | - | - | - | - | - | - | - |

## Lieux et monuments

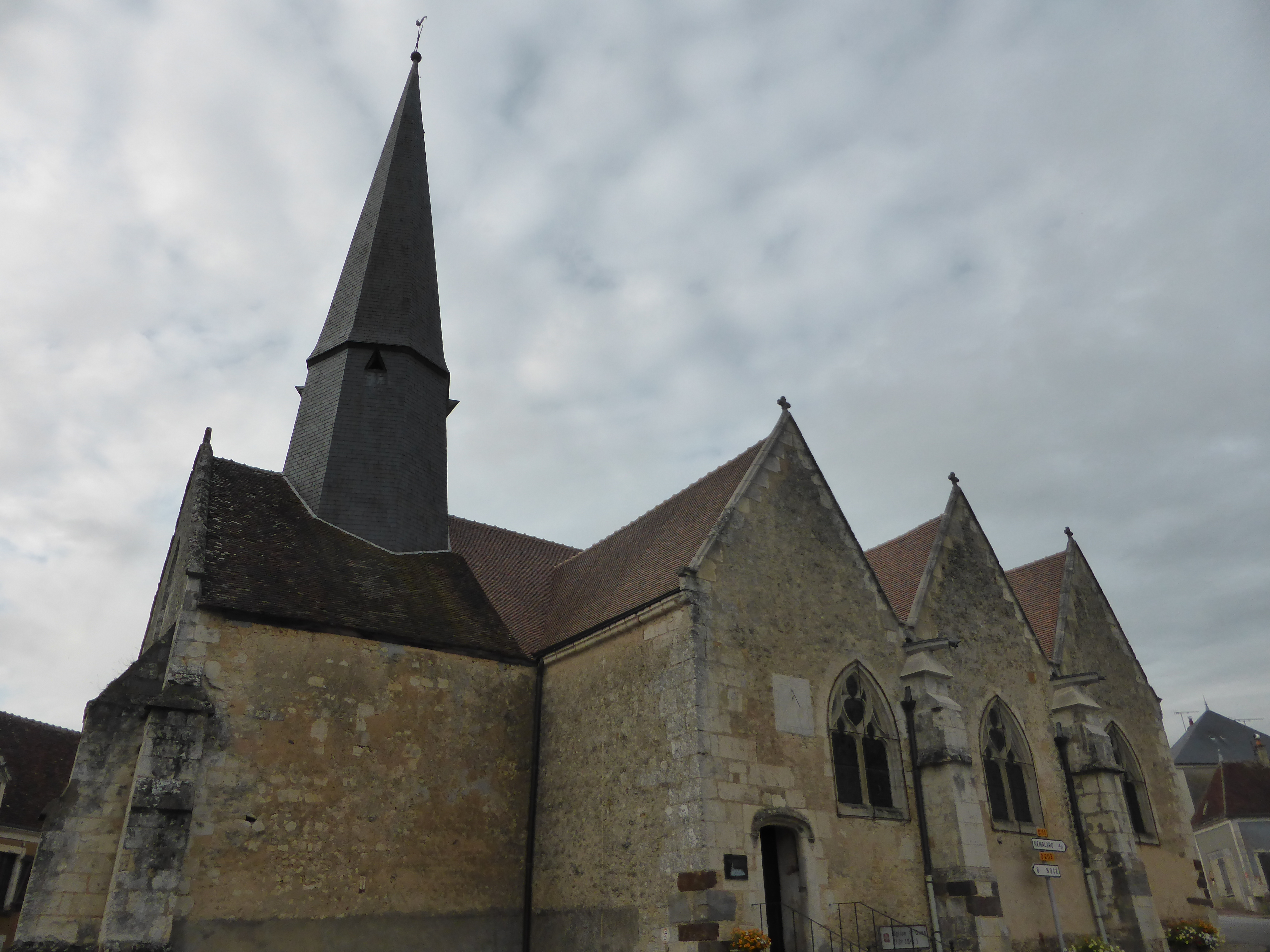
L'église Saint-Ouen.

- Église Saint-Ouen (XVe siècle), inscrite au titre des Monuments historiques[29]. Elle abrite des œuvres classées à titre d'objets (statues, retables, Vierge de Pitié…)[30].
- Manoir de la Bouchardière (XVIe siècle).
- Manoir de la Crochetière, appelé aussi le domaine de la Crochetière, privé.

## Activité et manifestations
Fête communale le dernier week-end de juillet : brocante le dimanche matin suivie de nombreuses animations l'après-midi. Feu d'artifice le soir.

## Personnalités liées à la commune
- Marc-Henry Soulet (né en 1953 à Verrières), sociologue.